# Accademia Teatro Dimitri

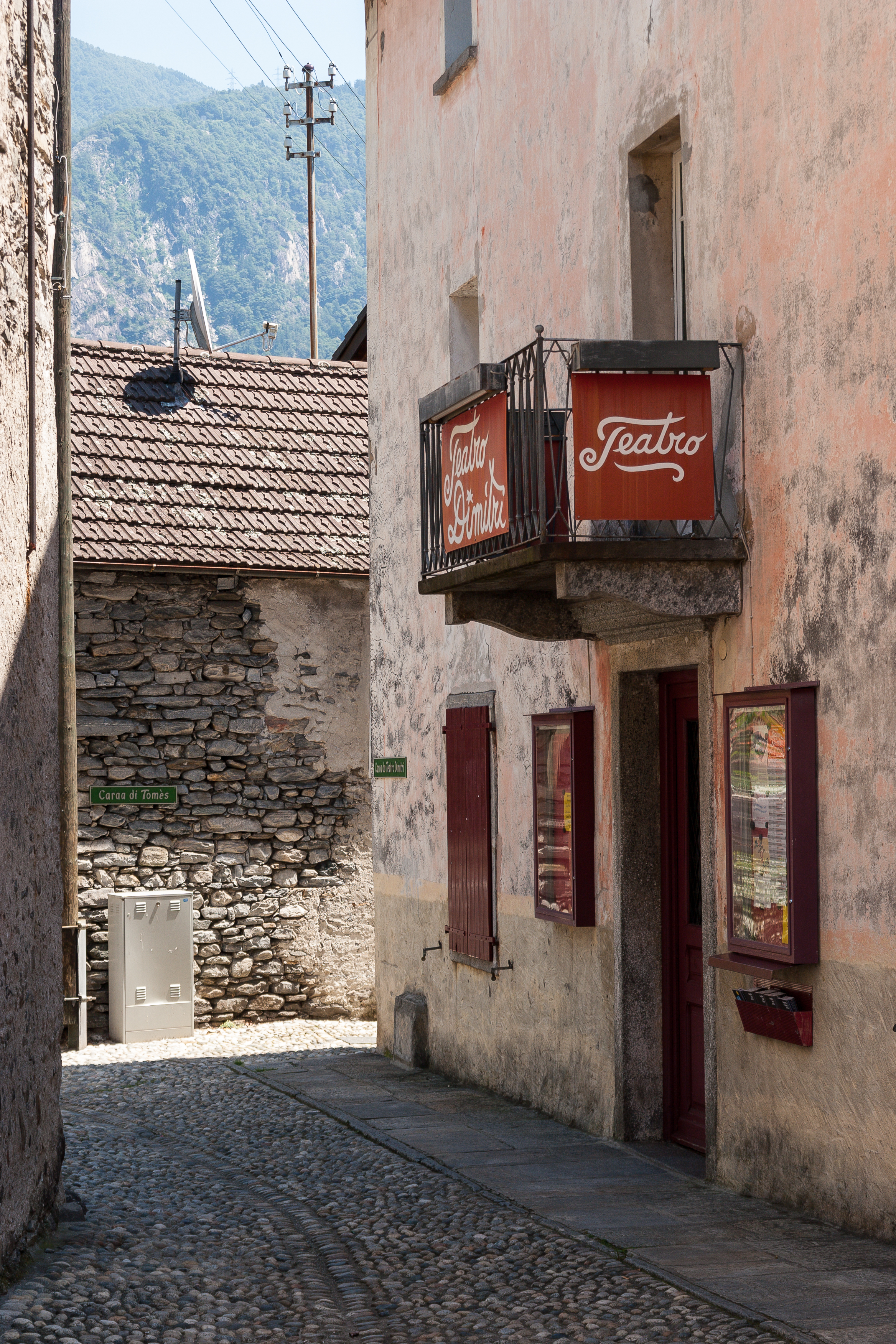
Teatro Dimitri in Verscio TI

Die Accademia Teatro Dimitri (bis Ende April 2017 Scuola Teatro Dimitri) ist eine Schauspielschule in Verscio, Gemeinde Terre di Pedemonte im Kanton Tessin.
Sie wurde 1975 vom Clown Dimitri (1935–2016) gegründet und 2006 der Tessiner Fachhochschule SUPSI angeschlossen. Seither wird ein dreijähriges Vollzeitstudium zum Bachelor of Arts in Theater und die Möglichkeit eines eineinhalbjährigen Aufbaustudiums zum Master of Arts in Theater angeboten.
Zudem finden Kurse für Laien, Amateure und professionelle Bühnendarsteller statt.